# King Wizard
Just What I Am è un singolo del cantante statunitense Kid Cudi pubblicato il 17 dicembre 2012 come secondo estratto dall'album Indicud.
Il brano è stato scritto e prodotto da Kid Cudi stesso.

## Classifiche
| Classifica (2013) | Posizione massima |
| ----------------- | ----------------- |
| Stati Uniti       | 91                |